# Sauromaten

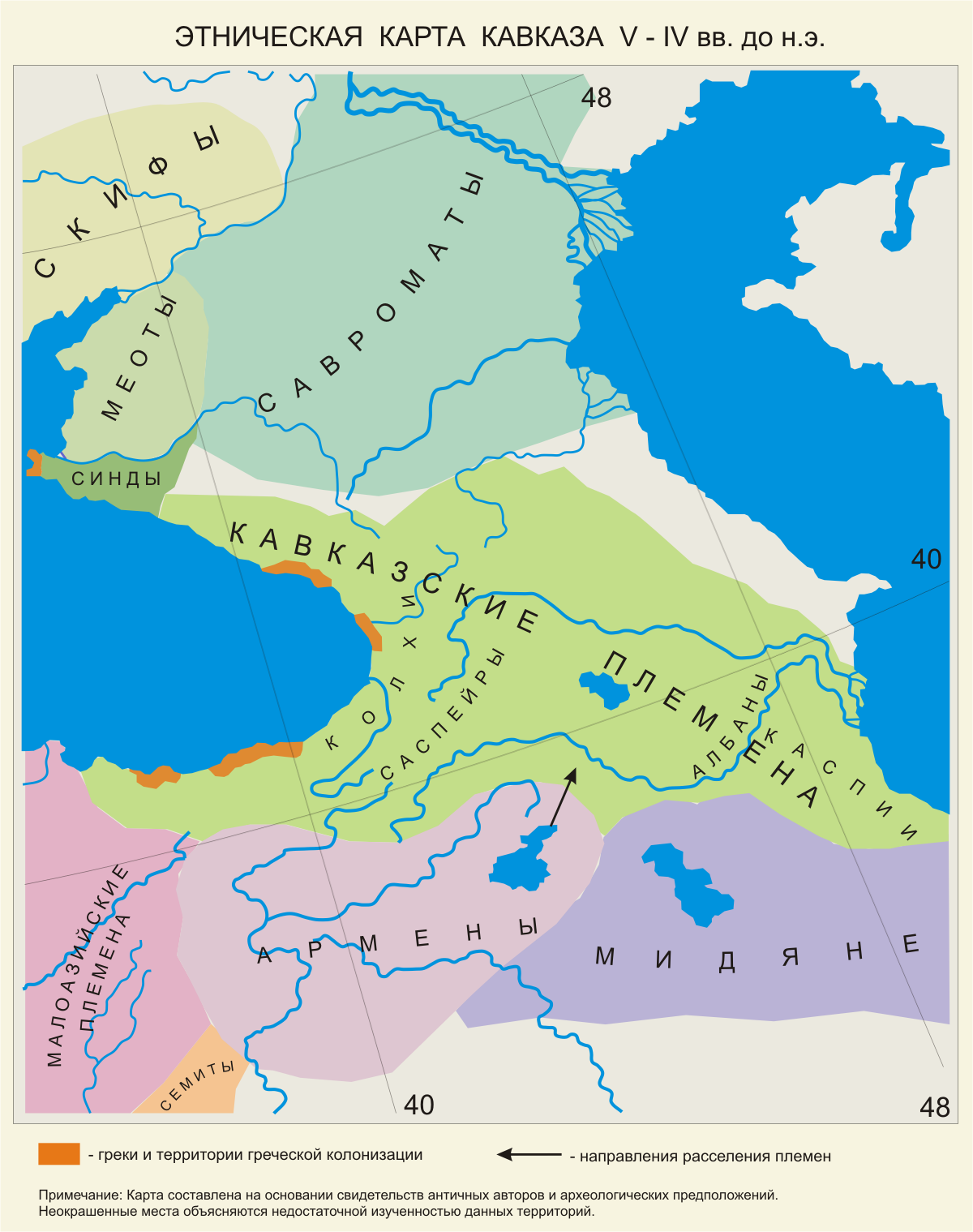
Sauromaten

De Sauromaten (Oudgrieks: Σαυρομάται) waren Iraans sprekende nomadische stammen.
De Sauromaten waren al bekend bij Herodotus (5e eeuw v.Chr.), die ze ten oosten van de Tanais (Don) plaatste, dat wil zeggen op het grondgebied van het Sarmatia van Ptolemaeus. Herodotus wees erop dat "achter de rivier de Tanais niet langer het Scythische gebied ligt". Strabo plaatst de Sauromaten in de Noordelijke Kaukasus "tussen de Hyrcanische Zee en Pontus".
Aan het begin van de 4e eeuw v.Chr. rukten de Sauromaten op naar het westen in verband met de expansie van de Sarmaten, die oude auteurs uit de 4e en 2e eeuw onderscheidden van de Sauromaten. Vanaf het einde van de 2e eeuw v.Chr. werd er niet langer onderscheid gemaakt tussen Sauromaten en Sarmaten.
Mogelijk speelden de Sauromaten een belangrijke rol in de verspreiding van de Scythische dominantie in Europa en Azië. 

## Vermeldingen door oude historici
De eerste vermelding van de Sauromaten in de antieke literatuur is van Herodotus (5e eeuw v.Chr.). Vóór de "vader van de geschiedenis" werd het etnoniem niet aangetroffen in de werken van Ionische auteurs.
Herodotus noemt de Sauromaten voor het eerst in de legende over de verschijning van de Amazonen in Scythia. De Amazonen, verslagen in een gevecht met de Grieken bij de rivier de Thermodon, werden gevangengenomen en naar Griekenland gestuurd, maar onderweg veroverden ze de schepen en werden door de wind en de golven naar de kust van het Maeotische meer (Zee van Azov) gedragen, vlak bij de stad Kremnoi:
Na de zegevierende slag bij Thermodon keerden de Hellenen (zo gaat de legende) terug naar huis op drie schepen, waarbij ze evenveel Amazonen meenamen als ze levend gevangen konden nemen. Op open zee vielen de Amazonen de Hellenen aan en doodden [alle] mannen. De Amazonen waren echter niet bekend met navigatie en wisten niet hoe ze met roer, zeilen en roeispanen moesten omgaan. Nadat ze de mannen hadden gedood, renden ze langs de golven en landden, aangedreven door de wind, uiteindelijk in Kremnoi aan het Meotida-meer. Kremnoi bevindt zich in de landen van de vrije Scythen.
Toen ze land hadden bereikt, namen ze bezit van een kudde paarden die toebehoorden aan de koninklijke Scythen, en terwijl ze daarop reden, plunderden ze het Scythische land. Als gevolg van deze overval brak er een conflict uit met de Scythen, die pas beseften dat ze met vrouwen hadden gevochten toen ze de lijken van de Amazonen zagen die in de strijd omkwamen. De Scythen stopten met vechten en gaven de jongste leden van de stam de opdracht de nieuwkomers te volgen en alles te doen wat ze zouden doen.
Met geduld en sluwheid slaagden de jonge Scythen erin zich te verenigen met de Amazonen. De vrouwen kwamen overeen om alleen bij hun echtgenoten te wonen op voorwaarde dat ze niet bij andere Scythen zouden blijven, maar de landen voorbij de Tanais zouden gaan bezetten. Herodotus noemt hun nakomelingen Sauromaten en verbindt hen genetisch met de Scythen, waarbij hij dit benadrukt met de opmerking dat "de Sauromaten de Scythische taal spreken, maar sinds de oudheid vervormd".
Een van de voorgangers van Herodotus, Hekataios van Milete, bood de lezer een etnokaart aan van de stammen die “in Europa” en “in de buurt van de Kaukasus” leefden, waarbij hij de “Scythische” stammen van hen onderscheidde: Melanchlaeni, Mirgetae, Ides, Dandarii, Typanissas, Ixibatae, Iamae en Issedonae. Hij noemt geen Sauromaten onder hen.
Omdat ze nauw verbonden waren met de Scythen, werden de Sauromaten in de beginfase van de Scythische geschiedenis nog niet genoemd. Al deze paar fragmenten bieden vrijwel niets voor de reconstructie van de vroege geschiedenis van de Sauromaten.
Dmitri Matsjinski vestigt de aandacht op het reeds genoemde fragment uit de Historiën. Hij merkt op dat de handelspost Kremnoi pas kon ontstaan met het begin van de actieve penetratie van de Grieken in deze regio, die niet eerder plaatsvond dan het einde van de 7e - begin van de 6e eeuw v.Chr. Deze versie is aannemelijk, vooral als men bedenkt dat de legende van de Scythen en Amazonen tot Herodotus behoort in de legendarische geschiedenis van de Scythen. Hun verschijning in de Cimmerische landen wordt volgens de Historiën door een aantal auteurs gedateerd in de 7e eeuw v.Chr.
Nog twee auteurs schrijven over de verschijning van de Sauromaten in de historische arena. Diodorus Siculus (1e eeuw v.Chr.) schreef als volgt: 
de Scythische koningen hebben, als resultaat van de Centraal-Aziatische campagnes, vele stammen hervestigd ... en de belangrijkste waren er twee: een uit Assyrië ... de andere uit Media, gelegen nabij de rivier de Tanais; deze kolonisten werden Sauromaten genoemd.
Dit soort informatie is ook te vinden in Plinius de Oudere (1e eeuw v.Chr.):
Langs de rivier de Tanais, die bij twee mondingen in zee uitmondt, leven de Sarmaten, volgens de legende de afstammelingen van de Meden, eveneens verdeeld in vele stammen. De eersten die daar leven zijn de door hun vrouwen bezeten Sauromaten, zo genoemd omdat ze afstammen van huwelijken met Amazonen.

## Oorsprong
Boris Grakov geloofde dat de Sauromaten (als basis van een grote unie van stammen, die soms met de naam Roxolani worden aangeduid) werden gevormd als resultaat van de assimilatie van de Scythen en de Maskut (soms aangeduid met de naam Amazonen), die wegbraken van hun belangrijkste kern, een groep Maeotae. 
In zijn werk Resten van het matriarchaat onder de Sarmaten, gepubliceerd in het Journal of Ancient History (Вестник древней истории) in 1947, identificeerde hij het gebied waarin de Sauromaten leefden en identificeerde het met de archeologische Bljoemenfeldcultuur van de 6e tot de 4e eeuw v.Chr. In het oosten reikte deze tot de Kazachse rivier de Emba, die uitmondt in de Kaspische Zee; in het noorden van het gebied werden hun graven gevonden in de buurt van Magnitogorsk, Boezoeloek en Orsk, en in het Westen grensden de Sauromaten aan de benedenloop van de Don en de Zee van Azov. Fjodor Misjtsjenko hield zich ook aan deze versie, maar in de Maeotae zag hij Cimmeriërs veroverd door de Scythen. De ideeën van Michael Rostovtzeff zijn vergelijkbaar.
Josef Markwart bracht de naam van de Sauromaten dichter bij de Avestaanse naam van de Sayrim (cairima, sarima. Avesta, Yasht XIII, 143, XXI, 52) als een variant van de naam “Sauromaten”. De Avesta verheerlijkt de ‘rechtschapen mannen van Sayrim’ en de ‘rechtschapen vrouwen van Sayrim’, maar geeft niet aan waar ze zich bevinden. De bron bevat een vermelding van de rivier de Rangi (Yasht XXIII en XXIV), die Markwart vergeleek met de Wolga (Avestisch Ranha, Arake van Herodotus, Griekse Rha van het Scythische Raha).
De resten van het matriarchaat onder de Sauromaten werden gedeeltelijk archeologisch bewezen: graven van rijke vrouwen met wapens, paardenuitrusting en priesterlijke attributen (stenen altaren) werden onderzocht. 
De Sauromatische cavalerie onderscheidde zich in de Scythische oorlog tegen Darius I rond 512 v.Chr. Aan het hoofd van deze dappere ruiters stond Skopasis.
Vanaf het einde van de 5e en in de 4e eeuw v.Chr. begonnen individuele stammen van de Sauromaten de Scythen te verdrijven en staken de Don over.
Volgens Tacitus (Annales VI, 35, 1) gebruikten de Sauromaten dichtbijgevecht-tactieken tegen de Scythen, die radicaal verschilden van de Scythische, welke was gebaseerd op het wijdverbreide gebruik van boogschutters te paard:
...ze sporen elkaar allemaal aan om geen pijlen te gooien in de strijd, maar om de vijand te waarschuwen met een gedurfde aanval en deel te nemen aan man-tegen-man-gevechten
Dankzij het succesvolle gebruik van dergelijke agressieve tactieken begonnen de Sauromaten de Scythen voortdurend nederlagen toe te brengen, waarbij ze geleidelijk hun land veroverden.
In de 9e tot 3e eeuw v.Chr. vormden de Sauromaten nieuwe stamallianties, waaronder verwante stammen die van de Wolga kwamen. Sinds de 3e eeuw v.Chr. handelden deze nieuwe stamgroepen onder de algemene naam Sarmaten.
Vanwege de grote invloed van de Sauromaten op de landen van Scythië droegen sommige koningen van het oude Bosporuskoninkrijk in de eerste eeuwen van onze jaartelling trots de naam Sauromatus. 